# Décès en 1047
Décès
- 1043
- 1044
- 1045
- 1046
- 1047
- 1048
- 1049
- 1050
- 1051

Cette page dresse une liste de personnalités mortes au cours de l'année 1047 :
- 16 juin : Poppon de Trèves, archevêque du diocèse de Trèves.
- 9 octobre : Clément II, pape saxon.
- 25 octobre : Magnus Ier de Norvège, roi de Norvège et roi de Danemark.
- 16 octobre : Henri VII de Bavière, comte à Luxembourg.

- Ælfwine de Winchester, évêque de Winchester.
- Æthelstan (en), abbé d'Abingdon.
- Al-Musta'in Ier, fondateur de la dynastie des Banu Hud, qui régna sur la taïfa de Saragosse.
- Étienne II de Troyes, comte de Troyes et de Meaux.
- Eustache Ier de Boulogne, comte de Boulogne.
- Grimketel, évêque de Chichester.
- Hamon le Dentu, baron normand de l'ouest du duché, l’un des chefs de la bataille du Val-ès-Dunes.
- Hubert de Vendôme, évêque d'Angers.
- Levente de Hongrie, membre de la maison Árpád, arrière petit-fils de Taksony, grand-prince des Hongrois.
- Miecław, échanson de Mieszko II, devenu par la suite un rebelle qui a voulu créer son propre état en Mazovie.
- Otton II, duc de Souabe et comte palatin de Lorraine.
- Raoul Glaber, moine chroniqueur.
- Raymond III de Pallars Jussà, comte de Pallars Jussà.

date incertaine (vers 1047)
- Nripa Kama II (en), roi de l'empire Hoysala.
- Sylvestre III, pape[1].

## Crédit d'auteurs
- Cet article est partiellement ou en totalité issu de l'article intitulé « 1047 » (voir la liste des auteurs).